# Caradrina fidicularia
Caradrina fidicularia là một loài bướm đêm trong họ Noctuidae.